# موراپتال
موراپتال (انگلیسی: Muraptal) یک شهرک در شهرستان کویورگازینسکی جمهوری باشقیرستان در کشور روسیه است.